# 宮崎県総合博物館
宮崎県総合博物館（みやざきけんそうごうはくぶつかん）は宮崎県宮崎市に位置する県立博物館。
本館は自然史展示室、歴史展示室、民俗展示室、みんなの情報室からなり、屋外に民家園をもつ
。設計は坂倉準三。

## 沿革
- 1951年 - 宮崎県立博物館開館[3]
- 1968年 - 西都原資料館（考古資料室）開館
- 1971年 - 宮崎県総合博物館が開館（考古・歴史・民俗・自然・美術の各部門）[4]
- 1995年 - 宮崎県立美術館開館（美術部門が独立）
- 1996年 - 宮崎県総合博物館に付属していた宮崎県埋蔵文化財センターが分離独立
- 2003年 - 宮崎県総合博物館に付属していた西都原資料館が閉館
- 2010年 - 副館長の斉藤政美が県内でビャクブ科ナベワリ属の新種を2種発見し、「コバナナベワリ」、「ヒュウガナベワリ」と名付け、標本と写真を展示する特別展を行う[5]
- 2017年 - 累計入館者300万人突破

## 展示内容
歴史・民俗・自然科学の総合博物館として、宮崎県内の資料を展示する。

## 施設
芝生広場
- 炭酸塩球状コンクリーション[6][7]

1階
- エントランスホール
- みんなの情報室
- 自然史展示室

常設展示は、「宮崎の森」「宮崎の水辺」「宮崎の大地」「宮崎の生物」「ふるさとの自然」5つ。可能な限り宮崎県の実物資料で構築し、ジオラマやレプリカ、模型等を使い、生き物の生態を肌で実感できる様に工夫してある。
- 収蔵庫

2階
- 歴史展示室

常設展示は、「日向のあけぼのに生きる」「古代から近代を生きる」「発展しつづける宮崎」の3つ。旧石器時代から現代にいたる流れを、生活史を中心に展示。
- 民俗展示室

常設展示は「山にくらす」「里にくらす」「海にくらす」「いのりとまつり」の4つ。実物資料を中心に、原寸大模型や映像を多用し、実体験できる様に工夫してある。
- 特別展示室
- 研修室

分館
- 民家園

宮崎県内各地にあった特色のある4棟の民家を1972年から1978年にかけて移築復元して展示している。

## 建築概要
- 設計 - 坂倉準三
- 構造 - 鉄筋コンクリート2階建
- 建築面積 - 4,122.29m2
- 延床面積 - 7,366.74m2

## 利用情報
- 開館時間： 9:00〜17:00※入館は閉館30分前まで
- 休館日：火曜日、国民の祝日の翌日（土曜日、日曜日、又は休日にあたるときを除く）、年末・年始、特別整理期間、燻蒸期間[11]
- 入場料：常設展は無料（特別展は入場料が必要）[11]

## 入場者数
- 2009年 167,467人
- 2010年 106,663人
- 2011年 116,760人
- 2012年 107,753人
- 2013年 131,182人
- 2014年 107,468人
- 2015年 130,562人
- 2016年 107,720人
- 2017年 110,972人
- 2018年 135,134人

## 交通
- 宮崎交通バス
  - 綾・国富・平和が丘方面行き「博物館前」下車徒歩1分　
  - 宮崎神宮行き　終点下車徒歩10分
- JR九州 日豊本線の宮崎神宮駅より徒歩10分